# 布袋鎮

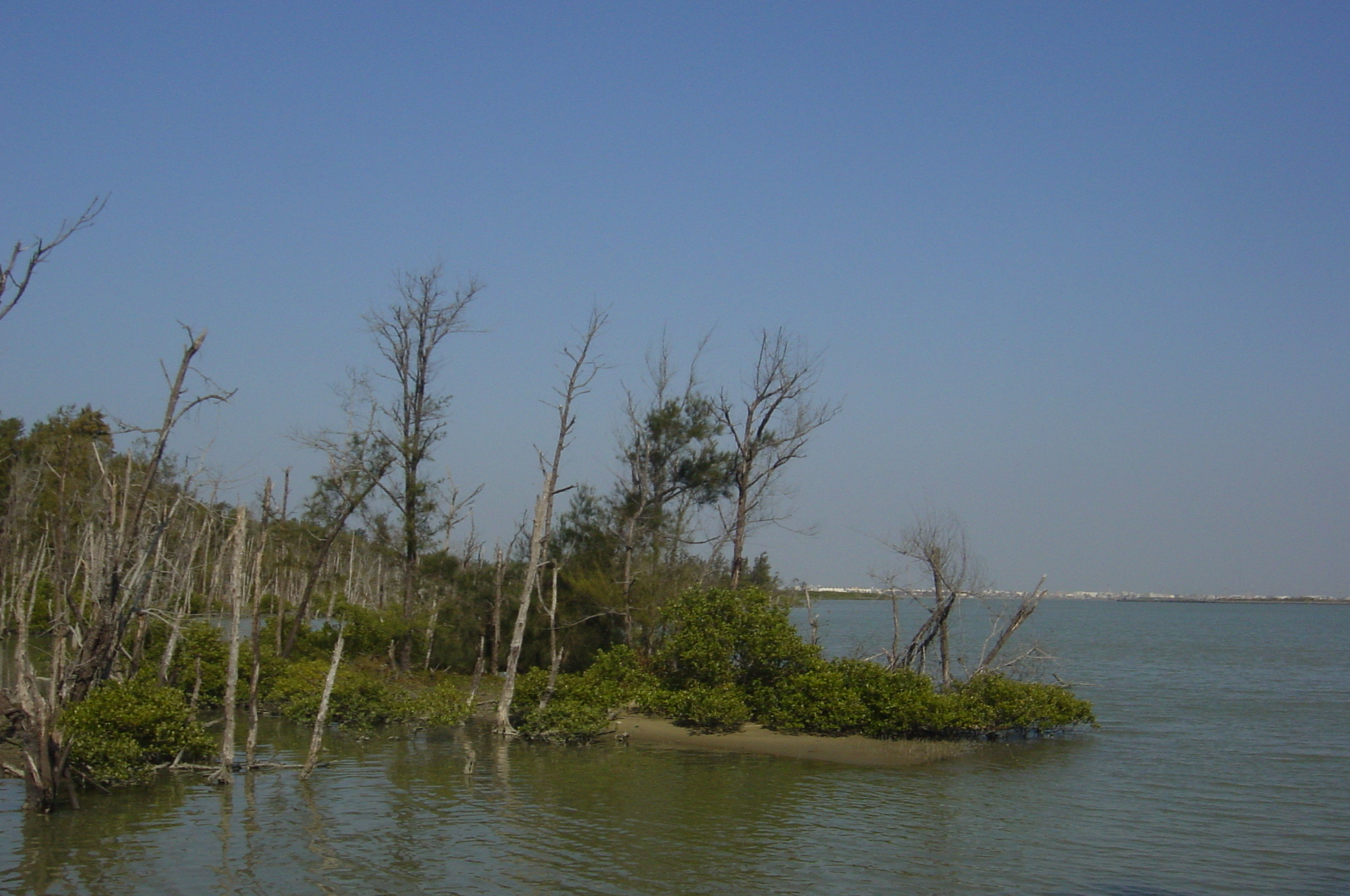
好美寮湿地

布袋鎮（ブーダイ/ほてい-ちん）は台湾嘉義県南西部に位置する鎮。

## 地理
布袋鎮は南北に細長い形状となっており、東は義竹郷と、北は朴子市、東石郷と、南は八掌渓を隔てて台南市北門区と接し、西は台湾海峡に面している。台湾西部の嘉南平原沿岸地域の中心となっている。嘉義市への通勤率は約7.5％。

## 歴史
布袋の旧称は「布袋嘴」と称す。明末には大陸、澎湖間の通航が活発となり、また福建、廈門との最短距離に位置していたため船便が多く設けられていた。戦後初期には台湾と大陸との経済及び文化交流の門戸として繁栄した。

## 信仰
- 台湾基督長老教会布袋教会
- 台湾基督長老教会新塭教会

## 行政区
| 地区   | 里                                                                                     |
| ------ | -------------------------------------------------------------------------------------- |
| 布袋嘴 | 岱江里、九龍里、岑海里、興中里、光復里                                                 |
| 過溝   | 西安里、中安里、東安里                                                                 |
| 新厝仔 | 新厝里、龍江里                                                                         |
| 新塭   | 新民里、復興里                                                                         |
| その他 | 見龍里、樹林里、貴舎里、永安里、東港里、江山里、菜舗里、考試里、振寮里、新岑里、好美里 |

## 教育

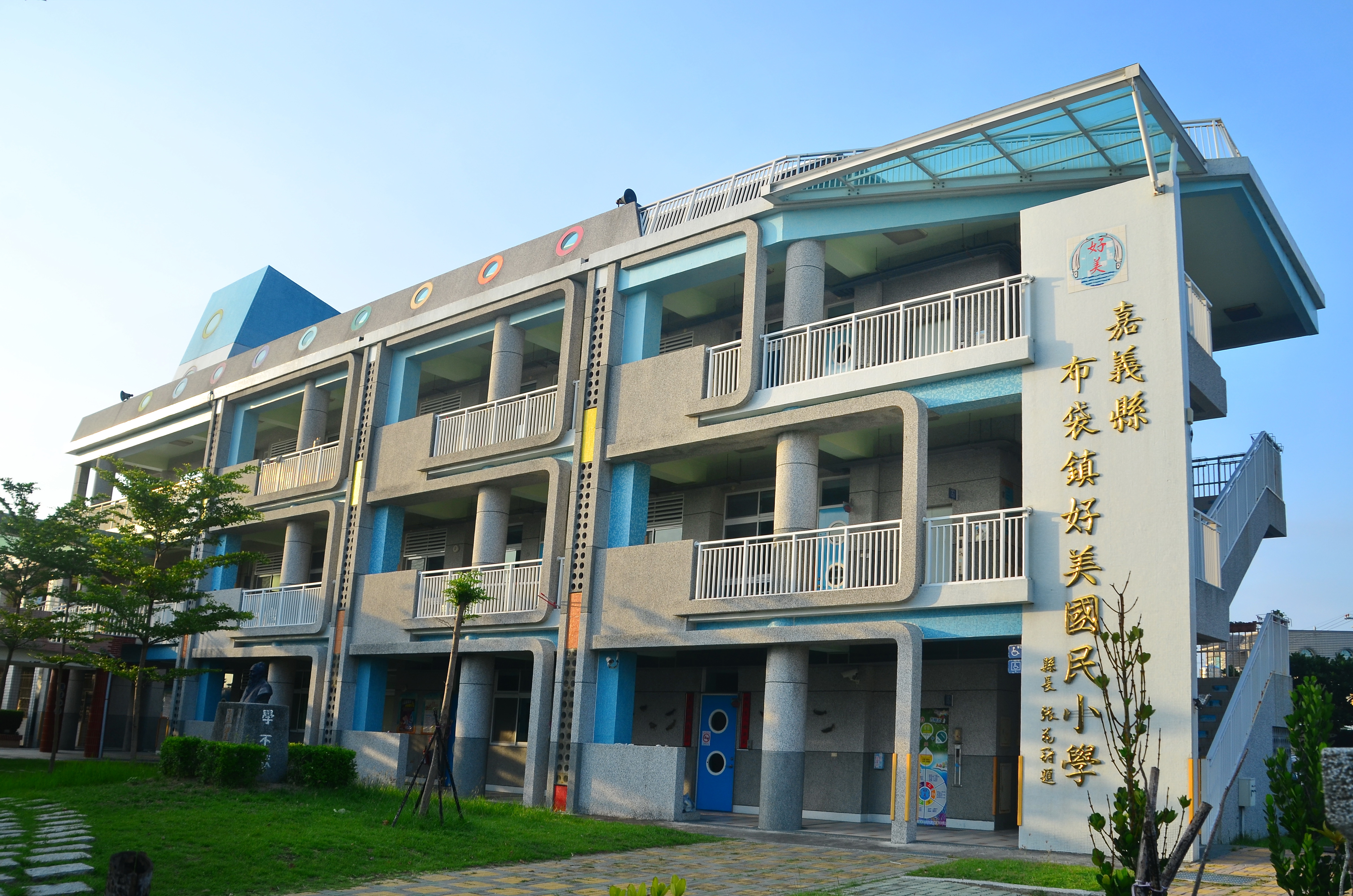
嘉義県布袋鎮好美国民小学

### 国民中学
- 嘉義県立布袋国民中学
- 嘉義県立過溝国民中学

### 国民小学
- 嘉義県立新岑国民小学
- 嘉義県立過溝国民小学
- 嘉義県立布袋国民小学
- 嘉義県立景山国民小学
- 嘉義県立好美国民小学
- 嘉義県立布新国民小学

## 交通
| 種別 | 事業者         | 路線名称                  | その他         |
| ---- | -------------- | ------------------------- | -------------- |
| バス | 嘉義客運       | 7209 嘉義-布袋            |                |
| バス | 阿里山客運     | 168 高鉄嘉義駅-高跟鞋教堂 | 嘉義県市区バス |
| 省道 | 交通部公路総局 | 台17線                    | 浜海公路       |
| 省道 | 交通部公路総局 | 台61線                    | 西浜快速公路   |

## 観光
- 新塭嘉応廟
- 布袋嘉応廟
- 過溝建徳宮（中国語版）
- 過溝歲化宮
- 布袋港（中国語版）
- 布袋海浜公園
- 好美寮湿地（中国語版）
- 好美里太聖宮
- 貞愛親王殿下御上陸記念之碑

## 名物
- 大根
- 沢庵漬け
- 牡蠣
- 塩

## 出身有名人
- 蔡同栄